# 알바넬라
알바넬라(이탈리아어: Albanella)는 이탈리아 캄파니아주 살레르노도의 코무네다.